# Couvent des Dames de la Congrégation de Châlons-en-Champagne
Pour les articles homonymes, voir Récollet (homonymie).
Le couvent des Récollets était un monastère du diocèse de Châlons-en-Champagne qui est depuis 1805 un établissement d'enseignement.

## Historique
Les Récollets sont invités à Châlons par Côme Clausse de Marchaumont qui les installait dans son palais en 1610, le 30 juin 1616 ils allèrent dans le Couvent de Vinetz avant que le terrain de la Rue de la Grande-Etape ne voit le début de la construction de leur église en 162. Elle fut consacrée en 1628.
Saisie pendant le Révolution française, il servait alors de magasin militaire. Avant, en 1805, d'être réservé, par les religieuses de Notre-Dame, d'institution pour l'éducation des jeunes filles.
Il est, encore aujourd'hui, une École Privée Notre-Dame Perrier.

### Monument historique
Depuis 1938, les façades et toitures du bâtiment du rez-de-chaussée constituant l'entrée du couvent sont inscrits.

## Galerie d'images

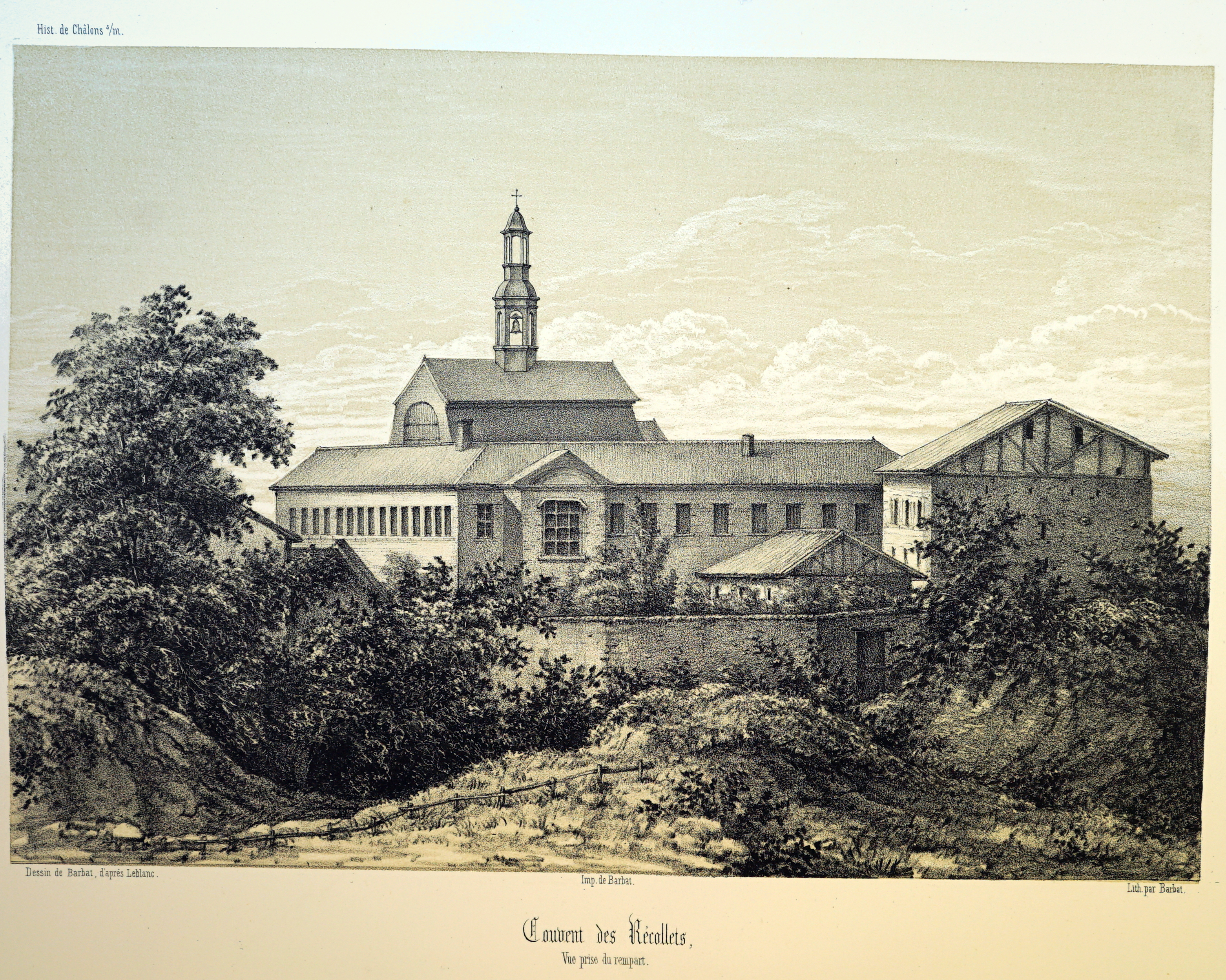
Couvent des Récolelts, gravure de Louis Barbat,
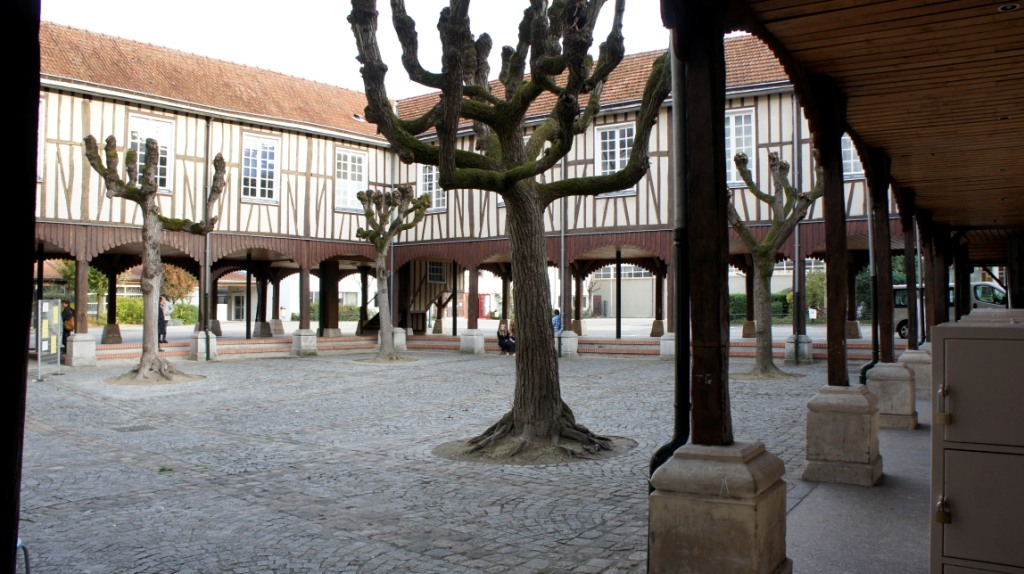
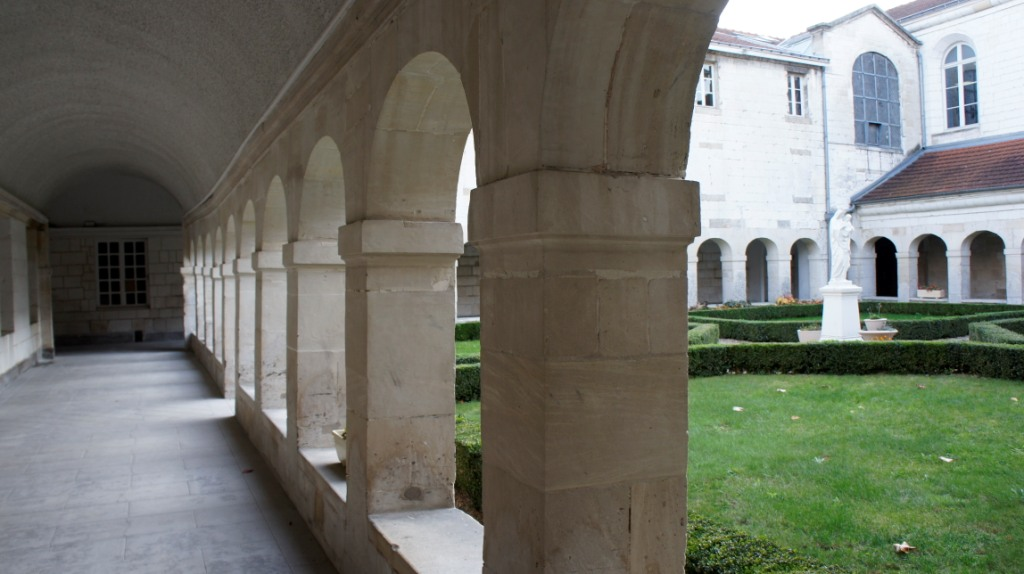
cloitre,
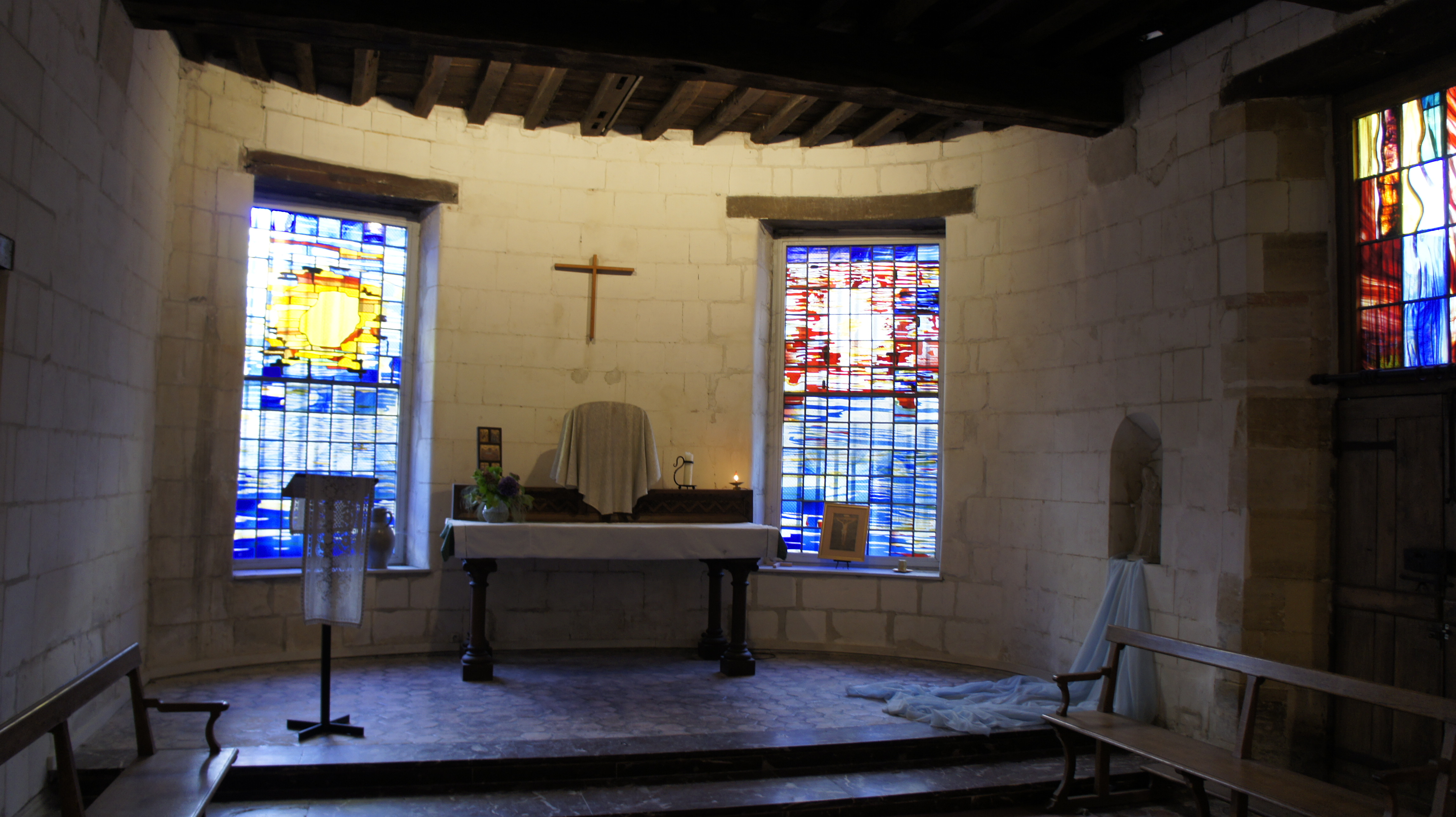
intérieur de la chapelle,
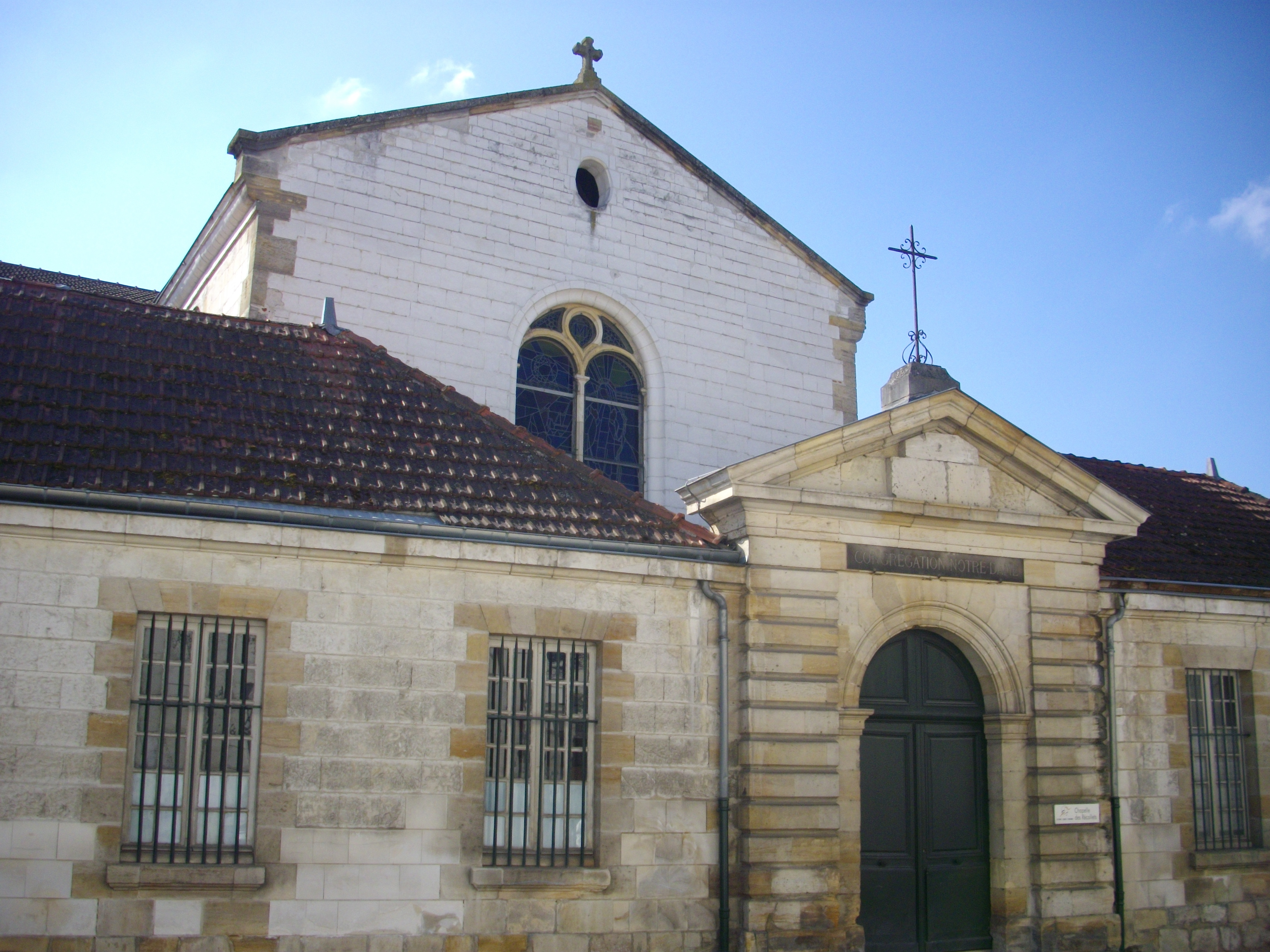
portail sur rue.